# جدل الغذاء
جدل الغذاء هو كتاب غير خيالي صدر في عام 2009 من تأليف عالمة الأحياء الجزيئية ليزا هـ. ويزل، ويحكي تفاصيل قصة الأغذية المعدلة وراثيًا في الولايات المتحدة الأمريكية.